# 송영길 (정치인)
송영길(宋永吉, 1963년 3월 21일~)은 대한민국의 정치인, 변호사이다. 5선 국회의원, 민선 5기 인천광역시장, 제5대 더불어민주당 당대표를 역임했다.

## 생애
1963년 전라남도 고흥군 대서면에서 출생했다. 주민등록상 생년월일은 1963년 3월 21일이나, 송영길 자신의 해명에 의하면, 이는 음력 생일로 실제로는 1963년 4월 14일에 태어났다고 한다.
이순신 장군을 모셨던  전라좌수사 송희립 장군의 직계 후손임 

### 학생·노동운동가 활동
1984년 송영길은 고려대 김영춘, 서울대 이정우 등과 함께 학도호국단을 해체한 후 총학생회장을 학생들이 직선으로 선출하도록 시스템을 고쳤다. 그는 연세대학교 초대 직선 총학생회장으로 선출되어 반군사독재학생운동을 주도하다가 1985년 구속, 수감되었고, 학교에서 제적됐다. 1987년 6월 항쟁을 거치면서 사면 복권됐고, 학사 학위를 취득했다.
1984년 12월에 서울역ㆍ종로 등에서의 반정부시위와 민정당사 점거 농성사건에 관련되어 구속된 후 1985년에 석방된 송영길은 인천 부평에 있는 대우자동차(현 한국지엠) 르망공장 건설현장에서 배관용접공 일을 시작했다. 그 외에도 장갑 공장, 가구 공장 등에서 일을 하였고, 1987년에 독일 인권재단의 도움으로 인천 부평에 인천기독교민중교육연구소를 열었다. 그는 이 연구소에서 노동자들의 인권탄압관련 법률상담, 구제활동과 노동조합 관련 교육, 법적지원활동을 하게 되었다.
1987년부터는 운수노조 노보 상담실장을 하며 택시노동조합 운동을 시작했다. 1991년 전국택시노동조합연맹 인천시지부 초대 사무국장을 역임하는 등 택시, 버스, 화물자동차 운전기사 등 운수노동자들의 권익향상을 위한 활동들을 전개했다.

### 변호사 활동
1990년대 동유럽 공산주의가 붕괴하기 시작했다. 송영길은 1987년 노동자 대투쟁 시기의 노동자들이 학출 노동운동가들의 바램과 달리 이해관계를 중시하는 갈등을 지켜보고 변화를 겪는다. 1991년 동유럽으로 한 달 간 배낭여행을 떠났다. 여행을 다녀온 송영길은 공산주의 진영을 비판적으로 받아들여 인천지역 노동운동가들과 갈등을 겪기도 한다. 가족과 아내의 권유로 1992년 서울 신림동 고시촌에서 사법고시를 준비하기 시작했다. 당시 택시노련에서는 송영길의 결심에 대한 찬반표결을 결정할 정도로 그의 당시 영향력은 컸다고 전해진다. 노동운동 활동보다 변호사 자격이 노동자들에게 도움을 줄수 있다는 역설을 겪은 송영길은 재야 노동운동보다 제도내 개혁에 뛰어들게 된다.
송영길은 2년간 사법시험을 준비한 끝에 1994년 36회 사법시험에 합격했다. 사법연수원을 마친 1997년에는 다시 인천으로 내려가 변호사로서 지역 운동에 투신했다. 민주사회를 위한 변호사모임에 가입했고, 전국민주택시노련 고문변호사, 인천 계양구 건축분쟁조정위원회 위원 등을 지냈다.

### 정치 생활
1998년부터는 새정치국민회의 인천시지부 정책실장 겸 고문변호사가 되어 제도권 정치와 인연을 맺었다. 1999년 6월 3일 국민회의 후보로 1999년 대한민국 재보궐선거에 출마해 인천 계양강화갑 국회의원에 도전했으나, 한나라당의 안상수(전 인천시장)에 밀려 낙선했다.
1999년 6․3 보궐선거 출마 당시 대우자동차판매 김우중 대우그룹 회장으로부터 사장 전 모씨를 통해 후원금으로 1억원 수수했으나 영수증 처리를 하지 않은 혐의로, 정치자금법 위반으로 기소되어 벌금 1천만원, 추징 1억원을 선고받았다. 송영길은 2000년 16대 총선에서 당선돼 처음으로 금배지를 달았다. 2003년 열린우리당 창당에 적극 참여했고 2004년 17대 총선 이후에는 당내 재선그룹의 선두주자 역할을 맡았다. 2004년 4월 총선시민연대는 송영길을 공천반대자 명단에 넣고 낙선운동을 벌이기도 했다.
2008년 18대 총선에서 386 의원들이 줄줄이 낙선하는 상황에서도 인천 계양을에서 3선에 성공했다. 송영길은 2007년 열린우리당의 마지막 사무총장을 맡아 대통합민주신당 창당 과정에 참여했고 2008년 민주당 최고위원 경선에서 1위를 차지, 차세대를 이끌 '386 리더'로 입지를 굳혔으며, 민주당 내 소장 개혁파 의원들의 모임인 '개혁과 미래'를 이끌었다.

#### 국회의원 활동

2009년

송영길은 육체적 정신적 고통을 겪었던 위안부 할머니들에 대한 일본정부의 공식적 사과하지 않고, 왜곡된 역사 교과서 편찬과 독도 망언을 하자 국회차원의 일본교과서왜곡시정대책특위 활동을 통해 일본 역사교과서 왜곡 문제와 식민지잔재 청산문제에 대해 동료의원들과 함께 결의안을 내고, 정부의 즉각적인 대처를 요구하였다. 그는 특위를 통해 일본의 과거 침략전쟁과 군대 위안부 만행, 역사 왜곡 문제를 폭로하는 내용이 담긴 CD를 해외 600여 곳에 발송하여 일본이 한국 및 과거 역사의 아픔을 겪었던 기타 국가에 대한 반성과 전 세계적 동참을 촉구하였다. 그는 일본의 과거사 반성 이외에 한일의원연맹 합동총회에 참석하여 향후 한일간 새로운 동반자로서 문화를 비롯한 다방면에서 협력할 수 있는 방안을 모색하는 내용을 담은 성명서를 제안하고 역사에 대한 올바른 인식과 미래지향적인 파트너십을 함께 강조하였다.
변호사였던 그는 국회에 들어와 첫 상임위로 법제사법위원회로 지원하였다. 인권과 민주주의에 관심을 가지고 몽골에서 열린 동북아 5개국 인권·의회 회의에 한국의회대표로 참석하여 한국의 인권 상황에 대해 알리고 반인도 범죄에 관한 법을 입법청원하였다.
국회 법사위원으로서 국가인권위원회법안 마련에 참여하였다. 2009년에 발생한 용산참사 관련 민주당 대책위원장을 맡아 정부와 서울시를 상대로 오랜시간 지연된 장례절차 및 유가족 보상문제를 풀어내기 위해 노력하였다.
송영길은 정부가 한미동맹을 고려해 미온적 태도를 보이고 있는 현실에서 독자적인 의원외교가 필요하다는 것에 의견을 모았다. 이라크 현황에 대한 파악을 시작으로 부시 미행정부의 대이라크 전쟁 반대성명서 및 결의안을 작성하여 국내․외 동참을 호소하였다.
그 후 송영길 의원이 단장을 맡은 국회 이라크 현지조사단원을 꾸려 이라크 방문을 결정하였다. 그를 비롯한 조사단원들은 유엔안전보장이사회 결의 없는 미국의 이라크 공격을 반대하는 내용의 성명서를 전하였다.

#### 인천광역시장
2010년 4월 12일 인천시장 출마를 공식 선언하면서 승리하기 위해 출마했다며 출마동기를 밝혔다. 수도권 3곳 중 서울, 경기지역의 민주당 승리가 불확실한 상황에서 인천에서부터 확실한 승리의 바람을 일으켜 서울과 경기의 승리를 이끌고 나아가 정권교체의 토대를 만들겠다는 것이었다. 출마를 선언하면서 중소기업육성 및 구도심과 도심의 균형발전을 통한 일자리 창출, 복지서비스 확충, 교육경쟁력 강화와 친환경무상급식실시 등 대한민국 경제수도 인천을 만들기 위한 인천시장으로서의 포부도 밝혔다.
2010년 6월 2일 치러진 지방선거에서 한나라당 안상수 후보에 8.3% 앞서 인천시장에 당선되었다.
인천시의 실질적인 부채가 11조 7,300억 원에 이르는 상황에서 취임 첫 해를 맞았다. 2010년 지방선거 당시 인천시 부채는 7조 5천 억원 규모로 알려졌으나, 이후에 회계방식이 영업부채를 포함시키는 것으로 변경되어 2010년 말 기준으로는 장부상으로 9조 4,550억 원이다. 그런데 감사원에 의해 전임 시정부가 숨겨놓은 빚, 분식결산으로 4,024억원, 인천도시공사에서 검단신도시 관련 지방채를 다른 사업에 쓰면서 발생한 부채(돌려막기) 6,442억원, 도시공사 편법 출자 1조 2,284억원 등 총 2조 2,750억 원이 추가로 밝혀져 실질적인 부채는 11조 7,300억 원이 되었다.
재정난의 주요원인이 되었던 아시안게임의 대회규모를 대폭 축소(6358억원 감축)하였으며, 공무원 수당을 삭감하는 등 자구책 노력에 나섰다. 재정난 해소를 위해 인천터미널 부지를 9천 억원에 매각하기도 하였다. AG선수촌 미디어 선수촌 건설 예산을 구월 보금자리주택으로 대체해 1조 6천억의 자금 동원 부담을 줄였다. 도시철도 2호선 계약방식 변경으로 444억원을 절감하는 등 재정 정상화를 위해 최선을 다한다. 각종 개발사업 구조조정을 추진해, 인천도시공사가 시행하는 10조원 규모의 16개 사업을 취소 또는 축소했으며 송도파크호텔, 영종보금자리, 검단산업단지 등의 자산매각을 실시했다. 이 같은 노력으로 2013년에 4,506억 원 부채를 감소하고, 인천시에서 10년 만에 처음으로 부채가 줄고 800억 흑자로 전환됐었다. 인천시는 구조조정이 시행되지 않았을 경우에는 인천시의 부채가 21조에 달했을 것으로 밝혔다.
2011년 2월 인천에 삼성바이오 합작사를 유치했다. 5대 신수종 사업 중 하나로 바이오신약 개발 목표를 세운 삼성그룹이 인천 송도에 바이오의약품 생산을 전담하는 합작회사를 설립하기로 했다. 플랜트 건설에 1조원, 바이오시밀러 개발사업에 1조원 등 모두 2조원을 인천 송도에 투자하기로 했다. 당초 삼성측은 “송도로 갈 가능성은 1% 정도”라고 밝혔으나, 송 시장은 송도가 바이오테크놀로지(BT)의 메카가 될 것이라는 청사진과 기반시설 등을 가지고 삼성을 지속적으로 설득해 결국 유치를 이뤄낸 것으로 알려졌다.

##### GCF와 세계은행 유치
GCF는 유엔 산하의 녹색기후기금이다.
2011년 9월 스위스 제네바에서 열린 GCF 설계위원회에 대한민국 대표로 참여하던 최강해 기획재정부 대외협력관이 "대한민국이 GCF를 유치하면 어떨까?" 라고 제안하고 재정부 장차관들은 곧바로 호응했다. 국내 후보지로는 서울과 인천이 꼽혔다. 서울시 고위관계자는 "쟁쟁한 국제도시들과 경쟁을 해야하니 당연히 수도인 서울이 해야한다고 생각했는데, 갑자기 인천시와 경쟁하라고 해 당황스러웠다"고 불만을 드러냈다. 이명박 정부는 이미 서울의 홍릉 KDI 부지에 녹색성장기구와 녹색기술센터를 입주시키겠다고 발표한터라 인천은 상당히 불리한 상황이었다. 송영길은 국제도시로 지정되었으나 공실이 많은 송도국제도시를 활용해 임대료 면제등의 현물지원을 강조한다. 마침 송영길 시장은 시의회의 반대에도 불구하고 송도국제도시의 I-타워 완공에 1820억을 투자한 상태였다. [18] 인천의 제안은 매년 현금 지원 59억에 그친 경쟁상대 서울보다 더 나은 제안으로 평가되었다. 오세훈 서울시가 본부장을 입지선정위원회에 내보낸 반면 송영길이 직접 프레젠테이션에 나서며 선정위원 10명 중 9명이 인천 송도 신도시를 국내후보로 지지했다. 국제 경쟁에서도 제네바, 본, 바르샤바, 멕시코시티와 치열한 경쟁을 예고했는데 마침 본에서 열릴 3차 GCF 이사국 회의가 취소되고 2차 송도 GCF 회의에서 유치도시가 결정되는 행운을 맞았다. 송영길은 2차 GCF 회의에서 송도 여행 가이드를 자처하며 이사국 대표들을 상대로 유치전을 진행했는데, 평소에 준비해온 외국어 실력이 효과를 발휘한다. 결국 결선투표에서 독일의 본 대신 송도가 GCF 사무국을 유치하는 결과로 이어졌다. 국제기구 불모지인 한국이 독일 등 강대국과 치열한 경쟁 끝에 최종 승리자가 됐다. 이 때문에 2012년 국제기구 유치전에서 다윗이 골리앗을 꺾고 금메달을 땄다는 평가를 받는다.  한국개발연구원(KDI)은 주재원 500명을 기준으로 연간 3천800억원의 경제적 파급 효과가 있을 것으로 추정했다.
한편 기재부는 세계은행과 한국사무소 설치를 합의했는데, 후보지로는 서울과 인천이 다시 대결하게 되었다. 송영길은 김용 세계은행 총재와 면담을 통해 물꼬를 튼 후 세계은행의 4차례 송도 실사를 거치며 자존심 회복을 노린 서울시와의 경쟁에서 다시 승리한다. 또한 인천경제자유구역은 시행사인 NSIC가 부도위기를 맞고 있었다. 거대한 면적을 개발했음에도 불구하고 실제 외국인 투자액은 심각한 수준이었다. 대외적으로는 02년부터 10년까지 외국인 총 투자액이 양해각서 기준으로 67억 3000만 달러였지만, 실제 투자액은 7억 3천만 달러에 불과했다. 신산업이나 주요 산업 제조시설 역시 없어 연관투자가 일어나기 어려운 상황. NSIC 대주주인 포스코가 추가 신용을 보증하고 송영길과 인천시의 설득 끝에 2조 5천억의 채권을 가진 채권단이 고통분담에 동의했다.
인천시 외국인 직접투자유치(FDI) 확대 성과를 거뒀다. 2012년 인천시는 경기도를 앞질러 외국인 투자유치 실적 전국 2위를 차지했고 2013년 1분기에는 14억6900만달러로 전국 1위를 기록했다. 송영길 인천시장 취임전인 2009년 인천시의 외국인직접투자(FDI) 수치는 신고액 기준 9억2천만불로 전국시도 중 4위 수준이었으나 2012년 인천시 역사상 사상최대 투자유치액을 기록(34억3천만불)한 이후부터는 전국 2위를 기록했다.
삼성, LG, BMW, 대우인터내셔널 등 양질의 일자리 약 5만 개 창출, 공공일자리 창출 등으로 2011~2013년 3년간 총 17만 3,000개 일지리를 창출하였다. 이 성과로 서울, 경기를 제치고 전국지자체 일자리평가 최우수 지자체로 선정되었다. 또한, 전국지방자치단체 중 최초로 공공부문 비정규직의 정규직 전환을 추진했다. 2013년 5월 인천시는 오는 2015년까지 간접고용 비정규직 근로자 1131명의 정규직 전환을 마무리할 방침이라고 밝혔다. 앞서 4월 1일에는 인천교통공사가 전국 공기업 중 최초로 민간위탁용역 근로자 265명을 기간제 근로자로 전환한 바 있으며, 이들은 2015년 정규직인 무기계약직으로 전환됐다.2013년 하반기에는 정규직 전환대상자 1522명 중 919명의 정규직 전환을 완료했다.
2014년 제6회 인천광역시장 지방선거에 출마하여 유정복 후보에 1.75%차로 낙선한 후, 중국 칭화대로 1년간 유학을 떠났고,  1년 후인 2015년 귀국했다. 10월에는 여의도에 '먹고사는문제 연구소'를 개소해 중국 유학기간 동안 구상한 민생 정책 개발과 함께 정치현안에 대해 목소리를 낼 것으로 알려졌으며, "주거·복지·일자리 정책을 비롯해 국민의 먹고 사는 문제를 해결할 수 있도록 다양한 정책 대안을 제시하고 실천해 나가겠다"고 밝혔다.

#### 제20대 국회의원
2016년 3월 1일 자신의 지역구였던 인천 계양을 출마를 선언했다. 험지 출마를 고려하였으나, 송영길 의원의 만류에도 최원식 의원이 탈당하자 계양을 지역 출마를 결심했다. 출마선언에서 총선 후 더불어민주당 대표 경선에 도전할 것을 천명하고, 인천 전체 선거에 무한책임을 지며, 인천 정치를 복원하겠다고 밝혔다. 2016년 4월 13일 20대 국회의원 선거 계양을 지역구에서 새누리당 윤형선 후보를 12%차로 누르고 승리했다. 이로서 2010년 인천시장 출마이후 6년만에 국회에 복귀했다.
2016년 7월 24일  "강한야당을 만들어 정권교체에 헌신하겠다"며 당대표 경선 출마선언을 했다. 당초 유력 후보로 분류되었으나, 예비 경선에서 탈락 했다. 범주류 후보로 선두그룹으로 분류되던 송영길 후보의 예비경선 탈락은 이변으로 받아들여졌다. 당내에서는 송 후보의 컷오프 이유로 크게 친노(친노무현) 표 분산과 비주류 대표주자를 자처한 이종걸 의원의 막판 출마로 인한 비노(비노무현) 진영 결집, 역선택 등이 영향을 미쳤을 것이라고 분석하고 있다.
2017년 2월 8일 문재인 대선 경선후보의 경선사령탑인 총괄선대본부장에 임명됐다. 문재인 전 대표가 삼고초려를 통해 송영길 의원을 영입했다고 알려졌으며, 송 의원은 "경선출마 여부도 고민했지만 문 후보를 통해 정권교체의 희망을 이루는데 협력하기로 결정했다"며 "문 후보를 도와 대한민국의 요구에 응답하기 위해 최선을 다하기로 결심했다"고 말했다.
이후 2018년에는 당대표 선거에 출마해 이해찬, 김진표 후보와 함께 본선에 진출했다.
21대 총선을 앞둔 2020년 1월에 한국지엠에서 소형 SUV 트레일블레이저의 출시 및 부평공장 생산을 확정짓자, 인천 지역 경제 살리기의 일환으로 트레일블레이저 1대를 구입하여 화제가 됐다.

#### 제21대 국회의원 선거
인천이 2017년 대선을 기점으로 더불어민주당이 계속 우세한 결과를 내긴 했지만, 구도심에 아직 보수정당계 지지세가 건재해 완전 텃밭이라고 보긴 힘들었다. 그렇지만 21대 총선에서 연수구 을에 적극적으로 지원유세로 선거운동을 도왔고, 결국 정일영 후보가 당선되는 데 일조했다.
송영길은 2020년 21대 총선에서 득표율 51,821표(58.67%)를 기록했으며, 미래통합당 윤형선 후보를 18,000표 차로 여유있게 따돌리며 당선되었다. 이로써 송영길은 1981년 인천이 직할시로 승격된 후 한 지역구에서 5선 이상 성공한 유일한 의원이 되었다. 인천지역 정치 역사 전체를 통틀어도 인천에서 5선 이상 당선된 의원은 6선의 김은하 전 국회부의장과 5선의 황우여 전 새누리당 대표 밖에 없다. 그마저도 황우여는 전국구 의원으로 의정 생활을 시작했고 인천 지역구에서 당선된 것은 16~19대까지 4번이다.
2022년 제8회 전국동시지방선거에서 부산시당의 요청과 명예 부산시민 이력 및 평소 부산에 많은 관심을 기울이고 인사들과 교류하여 부산광역시장 출마를 고려했으나 서울특별시장 출마로 선회하여 더불어민주당 서울특별시장 후보로 출마하면서 국회의원직을 사퇴했다.

## 범죄전력
- 공문서변조, 절도, 집회및시위에관한법률위반: 징역 1년 6월 집행유예 3년 - 1985년 4월 16일 선고, 1987년 7월 10일 특별사면[49]

### 김우중으로부터 1억 원 수수
1999년 6월 3일 치러진 재보궐선거에 출마한 송영길은 대우자동차판매 사장 전병희를 통해 김우중 대우 회장이 전달한 1억 원을 받았다. 그러나 송영길은 이를 영수증 처리하지 않고 자금 수수 사실을 신고하지 않았다.
2002년 4월 9일 대검찰청 공적자금비리 특별수사본부는 송영길의 자금 수수 혐의를 발표했다.
2003년 1월 14일 서울지방법원 형사단독 11부는 정치자금법위반 혐의로 송영길에게 벌금 1천만 원, 추징금 1억 원을 선고했다.

### 유권자에게 향응 제공 및 사전선거운동
제16대 국회의원 선거를 앞두고 1999년 12월 27일 송영길은 생고기집에서 녹색어머니회원 12명에게 식사를 제공했다.
위와 같이 송영길은 유권자에게 63만원 상당의 축구공, 10여만원 상당의 식사를 제공하는 방법으로 선거구민에게 금품을 제공했다.
2000년 2월 16일에서 18일에는 학부모 34명에게 선거 공약을 발표하며 명함 20장을 배포하며 사전선거운동하였다.
2002년 6월 24일 벌금 80만원을 선고받았다.
2002년 12월 6일 서울고등법원 형사1부는 송영길의 파기환송심에서 벌금 80만원을 선고했다.

### 17대 국회의원 선거 전 사전선거운동
17대 국회의원 선거를 앞두고 송영길은 자신이 낙천 대상자로 선정된 것이 부당하다며 유권자들에게 자신을 지지하거나 추천하는 내용이 기재된 의정보고서 10만부를 배부해 선거 전 사전선거운동하였다.
2004년 11월 19일 인천지방법원 형사합의 3부는 송영길에게 벌금 70만원을 선고하였다.
2006년 11월 23일 대법원 1부는 공직선거및선거부정방지법위반으로 송영길에게 벌금 70만원을 선고한 원심 판결을 확정하였다.

### 18대 국회의원 선거 중 공직선거법 위반
2009년 1월 6일 18대 송영길은 제18대 총선에서 홍보책자에 집회시위에 관한 법률을 위반한 경력만 적고, 절도와 공문서변조 전과를 뺀 혐의로 기소됐다. 이에 대해 송영길은 “연세대 총학생회장 시절 현상수배가 되었을 때 주민등록증을 잃어버려 친구한테서 형의 주민등록증을 받아 내 사진을 붙이고 다니다가 안기부에 체포된 뒤 ‘내가 친구 형 주민등록증을 가져온 것’이라고 진술해 절도죄 등이 된 것”이라며 “선거 전에 경찰서에서 전과조회를 해보니 집회시위법 위반 혐의만 나왔고, 선관위에서도 조회결과만 신고하면 된다고 유권해석했던 사안”이라고 말했다.
이후 1심에서 송영길은 벌금 50만 원형을 선고받았다. 항소심에서 서울고법 재판부는 송영길이 공문서를 위조하거나 악의로 누락한 것이 아니라 경찰 공무원의 착오로 관련 기록이 잘못 교부된 점과 16ㆍ17대 총선에서 해당 전과에 대해 이미 공개 및 해명이 이뤄진 점 등을 참작해 벌금 50만 원의 형을 선고유예했다.

### 20대 국회의원 선거 중 금지 장소 선거운동
20대 총선에서 공직선거법을 위반한 혐의로 기소되어 1심에서 벌금 90만원에 처해졌다. 송 의원은 20대 총선 예비후보 신분이던 2016년 3월 3일 선거사무소 자원봉사자 등과 함께 인천도시철도 1호선 경인교대입구역 개찰구 앞 등지에서 자신의 명함 605장을 유권자들에게 나눠준 혐의로 기소됐다. 공직선거법에 따르면 명함배포 자체가 불법은 아니지만 지하철 역사 내부와 중앙선관위 규칙으로 정한 병원, 종교시설, 극장 등지에서의 명함 배포 및 지지 호소는 할 수 없다.

### 민주당 돈봉투 의혹
2023년 12월 13일 검찰은 정당법·정치자금법·특정경제가중처벌등에관한 법률위반(뇌물수수) 등 혐의로  구속영장을 청구했다.

## 논란

### 2000년 5·18 전야제 술파티 파문
2000년 5·18 전야제 술파티 파문은 5·18 광주 민주화 운동 기념일 전야에 이른바 대한민국의 386 세대 유력 정치인들이 광주광역시 내 유흥업소 '새천년NHK' 가라오케의 술좌석에 참석하여 논란이 된 사건이다. 이날 술자리에는 김민석, 김태홍(金泰弘.광주 북을), 정범구, 송영길, 장성민, 김성호, 이종걸 등 386 의원 및 당선자를 비롯, 당시 당내 총무 경선에 나섰던 이상수(李相洙) 의원, 우상호 지구당위원장, 노동시인 박노해 등 10여명이 참석했던 것으로 전해졌다.
임수경은 "문을 열자 송영길 선배가 아가씨와 어깨를 붙잡고 노래를 부르고 계시더군요. 박노해 시인은 아가씨와 부르스를 추고 있었고 김민석 선배는 양쪽에 아가씨를 앉혀두고 웃고 이야기하느라 제가 들어선 것도 모르는 것 같았습니다." 라고 증언하였다. 송영길은 "기분 좋게 술을 마시고 노래 한 곡씩을 부르고 박수도 쳤다. 아주 기분 좋게 술을 마셨던 것으로 기억한다. 그러나 그 자리는 계획된 자리도 아니었고... 그런 의도로 모인 것이 아니었는데 많이 유감스럽다." 라고 증언하였다.

### 베트남 성매매 의혹
인천시 연수구 지역신문인 연수신문 은 지난 2010년 6월 2일 1면 톱기사와 인터넷 홈페이지를 통해 "평민당 백석두 시장후보 '송영길 후보' 검찰에 고발" 제목과 "백후보, '송후보 2004년 베트남에서 17세 소녀 성 접대 받아' 주장"이라고 보도했다.
민주당은 백석두를 허위사실공표죄로 검찰에 고발했고, 검찰은 2010년 11월 백석두를 공직선거법 위반 혐의로 기소했다. 2011년 5월 13일 인천지법은 백석두에게 징역 8월, 집행유예 2년을 선고했다. 2011년 8월 30일 서울고등법원도 같은 형을 선고했다. 재판부는 "백씨의 혐의 중 미성년자 성매매를 공표한 부분은 그 진위가 불분명해 무죄로 판단된다"고 밝혔다. 한편 '송영길이 베트남 공안당국에 성매매 혐의로 단속돼 대사관 등이 이를 무마했다', '송영길이 국내 대기업으로부터 베트남 방문에 따른 모든 경비를 지원받고 뇌물을 받았다'는 백석두의 주장은 허위로 판결됐다.
2심 판결 이후인 2011년 11월 1일 연수신문은 "위 내용에 관하여 어떠한 증거가 나온 사실이나 그 어떤 부분도 사실로 확인된 바 없는 것으로 밝혀져 본사는 향후 다시는 이러한 정정보도 사례가 재발되지 않도록 만전을 기할 것임을 시민들에게 약속한다"라고 정정보도했다.

2013년 4월 11일 대법원은 백석두가 제기한 ‘성접대 의혹’이 허위사실이라고 판결내렸다. 법원은 "증인 진술과 검사 제출 증거들을 종합하여 보면, 합리적인 의심 없이 이 사건 성매매사실이 허위라고 인정할 수 있는 증명이 있다고 할 수 있다”고 판시했다. 대법원은 "성매매 사실의 존재는 그 신빙성이 충분히 탄핵되었다고 할 것이고, 백씨는 구체성 있는 소명자료를 제출하지 못하고 있다"며 "원심은 의혹을 제기한 백씨가 제출한 소명자료가 성매매 사실의 존재를 수긍할 만한 자료인지 살펴보지 아니한 채 무죄로 판단한 위법이 있다"고 덧붙였다.
6.2 지방선거 당시 송영길 측은 이를 보도한 언론사의 기사를 선거기간 동안에 특정한 목적을 가지고 다음 아고라 등에 복사해서 올렸다는 이유로 네티즌 11명을 공직선거법 위반으로 고발해 일부 네티즌으로부터 비판을 받았지만 이는 허위의 사실을 검증 절차 없이 올린 글을 사이버상 다수에게 무차별 유포함으로써 선거에 상당한 영향력을 끼쳤기에 공직선거법 제250조 제2항, 형법 제 30조를 적용하여 적법한 절차에 의해 검찰이 사건을 처리하였고, 선거 당시 특정한 의도로 위 내용을 발표한 백석두 등 관련 피고인들은 유죄의 판결을 받았다.

### 비서실장 5억 뇌물 수수
송영길 인천시장의 비서실장을 지낸 김효석 전 인천시 서울사무소장이 건설회사로부터 5억원을 뇌물로 받았다.
인천 아시안게임을 위해 인천시가 구월아시아드 선수촌을 짓는 대규모 사업에 입찰을 도와달라는 청탁의 대가였다. 김효석 전 비서실장은 법정에서 자신의 죄를 인정했다. 하지만 받은 돈은 이미 모두 쓴 뒤였다.
서울북부지법 형사11부(김재환 부장판사)는 특정범죄가중처벌법상 뇌물수수 혐의로 구속 기소된 김 전 소장에게 징역 7년에 벌금 5억원, 추징금 5억원을 선고했다고 26일 밝혔다.

### 최측근 인천시 고위 공직자 선거법 위반
송영길인천시장후보의 최측근으로 알려진 인천시청 전 평가조정담당관에 대해 송영길이 구속영장을 신청했다.
인천지방검찰청은 지난19일 서모씨(35.전 인천시 평가조정담당관)에 대해 공직선거법위반 및 업무상배임혐의로 법원에 구속영장을 청구했다고 밝혔다.
검찰에따르면 서전 담당관은 2011년부터 지난해까지 차례에 걸쳐 진행한 시정만족도 시민설문조사를 진행하는 과정에서 송영길시장의 재선지지도 및 후보적합도등 정치적 내용을 물어 선거에 영향을 끼치려한 혐의를 받고 있다.

### 언행 문제
노무현 대통령 관련 대담
비판
노무현 대통령의 친형 노건평이 대우건설 사장으로부터 뇌물을 받은 것과 박연차 게이트 사건에 대해서 송영길은 거세게 비판했다. 이때 민주당 최고위원이던 송영길은 "노무현 전 대통령이 어떤 연유로 돈을 받았는지, 대가성 여부가 명백히 가려야 한다. 검찰은 편파적으로 수사해선 안 되며 성역 없는 수사가 필요하다."라며 주장했다.
또한 노무현 대통령의 “전부 힘으로 하려고 하니 대통령이 다 양보할 수도 없고, 이러다 대통령직을 못해먹겠다는 생각이, 위기감이 든다. (집단행동 등) 자기 행동에 대해 책임지는 자세가 필요하다.”라는 발언이 보수야당과 보수언론으로부터 공격을 받는 상황에서, 송영길은 “누가 대통령을 하기 싫은데 하라고 했는가? 자기가 나서서 제대로 한번 해보겠다고 눈물 흘리며 국민들에게 호소해서 뽑힌 것이다. 노무현 대통령은 독선적이고 권위적인 대통령 시대를 끝내겠다며, 국민이 대통령인 시대를 열겠다고 했다.
송영길이 참여정부 초기에 노무현 대통령의 인기를 앞세워 열린우리당 창당도 주도했으나 노무현 대통령의 일가의 이슈로 지지율이 급락하고 열린우리당이 덩달아 가혹한 비판을 받자 열린우리당을 버리고 “열린우리당은 대통령의 사당(私黨)이 아니다”라며 무조건적인 친노지지와 선고 당의 쇄신을 요구했다.
반론
송영길은 노무현 대통령의 역점사업인 한미FTA를 옹호했을 뿐 아니라 열린우리당을 해체하려는 시도에 대응해 마지막 사무총장이 된다. 2007년 1월의 임종인, 이계안, 최재천, 천정배,염동연 탈당에 이어 2월 정동영과 김근태가 통합신당 추진을 선언하고 순차탈당이 이어지자 노무현은 자진탈당을 감수한다. 이런 시기에 오히려 열린우리당에 남아 열린우리당 사수파와 연대한 송영길은 단순히 친노 반노로 구분하기 어렵다. 범민주세력 통합파로 구분해야 정확할 것이다.
오히려 복잡한 대통합민주신당 재통합 과정에서 마지막 열린우리당 당권파 정세균, 송영길 등은 친노를 배제한 통합을 주장하는 동교동, 열린우리당 분해작업을 주도한 김한길과 대립한 바 있다. 08 전당대회에서 정세균은 당대표로, 송영길은 최고위원으로 당선되어 홍영표, 이광재와 안희정 등 범친문, 혹은 친노 출신 인사들의 09 보궐선거 및 2010년 지방선거 경선 문호를 열어준다.  08년 당시 유력세력이 아니었던 정세균 체제는 친노에 비판적인 정동영계, 손학규계와 경쟁하는 과정에서 민주당의 잔류 친노 진영을 적극적으로 끌어안는다.
송영길의 박연차 게이트 비판은 며칠 후 재보궐 선거를 앞두고 비당권파로부터 홍영표 부평을 민주당 후보 공천에 대한 비판의 빌미를 주기 어려웠던 당시 당권파의 입지를 고려한 발언이다. 실제로도 송영길은 사정기관을 총동원하는 이명박 정부의 먼지털이 수사에 비판을 가해왔다. 젊은 시절 노무현 대통령을 거침없이 옹호하고 때론 비판하는 태도를 보인 송영길은 결국 노무현 대통령 사후 초재선 시절을 반성하며 ‘뼈저린 반성‘을 했다고 술회한다.
연평도 포격 폭탄주 발언

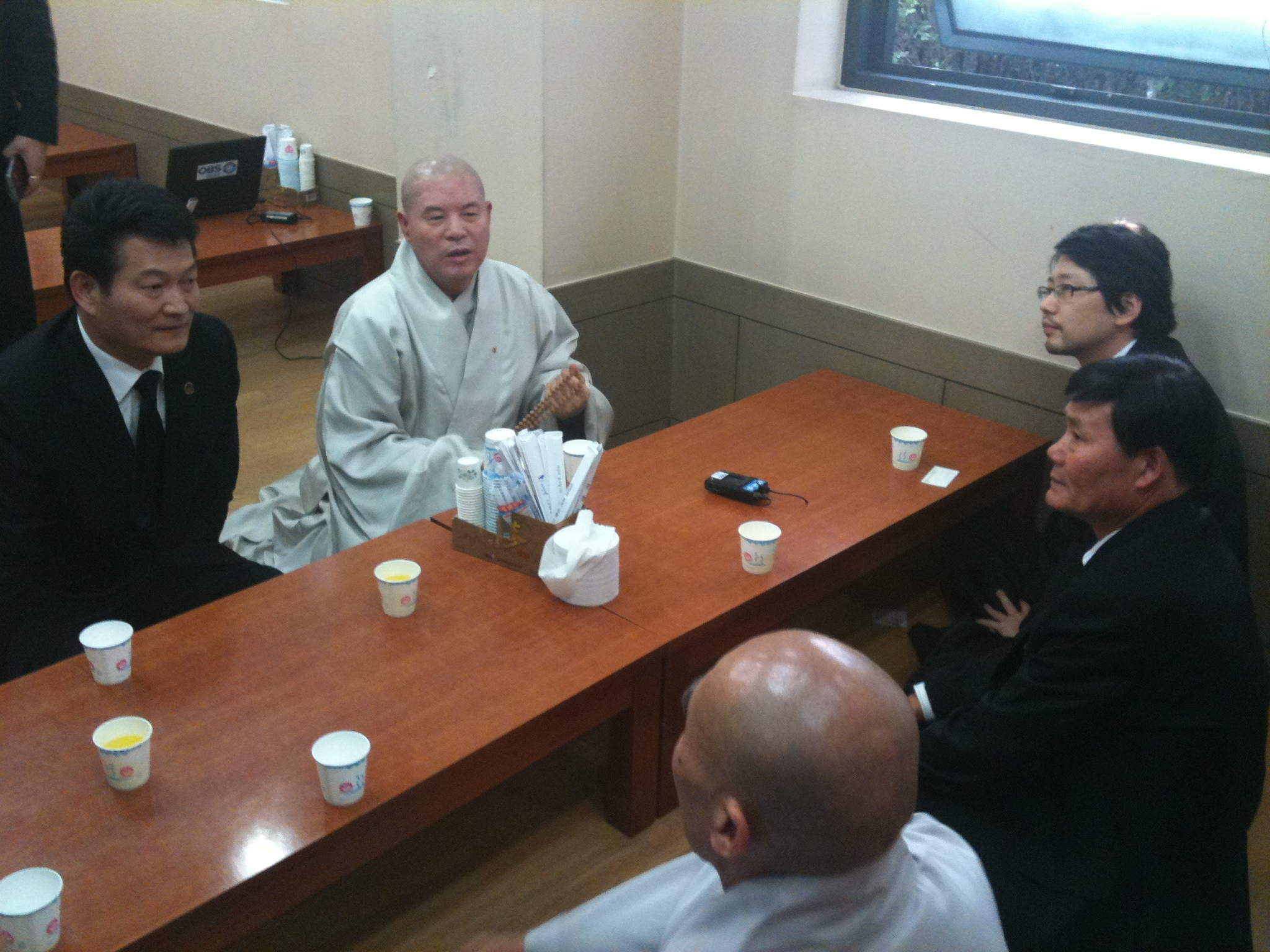
인천 길병원에서 연평도 포격 희생자 유가족을 만나고 있는 송영길

송영길은 폐허가 된 연평도의 한 민간인 가게 앞에서 북한의 포격으로 그을음을 뒤집어 쓴 소주병을 들며 '어! 이거 진짜 폭탄주네'라고 발언한 사실이 드러나 논란을 불러일으켰다.
연평도 학생 기부금 사용 논란
2010년 12월 2일 조선일보는 송영길이 "연평도 학생 107명에게 백화점에서 옷과 신발등을 사주면서 기부자 이름을 밝히지 않은 채 마치 자신이 연평도 학생들에게 옷가지를 사준 것처럼 기부금을 사용해 논란이 되고 있다"고 보도했다.
2011년 10월 29일 송영길은 "민간인 기부자가 연평도 학생들이 구매한 신발 등의 대금을 지급한 사실을 전혀 몰랐다면서, 송 시장은 연평도 포격으로 인한 긴급한 재난 상황에서 자치단체장으로서 연평도 학생들을 지원 격려하기 위한 순수한 의도로 연평도 학생들에게 옷가지를 사 주었을 뿐, 기부자가 기부금을 낸 사실을 알면서도 이를 숨기고 사용한 적이 없다"고 반박했다.
당초 시 예산으로 의류를 지급하기로 했지만, 당시 선거법을 위반했다는 오해를 받을 수 있었기 때문에 웅진군과 협의 후 기부금을 사용하여 의류를 지급했다. 하지만 신속한 조치를 지시를 취하기 바랐던 송 시장이 성급하게 SNS에 올리며 논란이 된 것이며, 공직 선거법상 기부행위에 해당하지 않다(무혐의)는 결과가 나왔다.
동성 성추행에 대한 부적절한 발언
2020년 8월경 불거진 뉴질랜드 주재 고위 외교관의 동성 성추행 의혹에 대하여 “남자끼리 엉덩이를 툭툭 친 수준”이라고 MBC 라디오 인터뷰에서 발언하여 류호정 정의당 의원 등에게 비판을 받았다.
송영길 의원은 발언과 관련해 SNS에 사과문을 게시해 '발언의 의도는 양쪽 이야기를 다 들어보고 성추행 문제 적극 대응해야 한다는 취지였으나 예시가 부적절했다는 측면에서 사과드린다.'고 하며 '원칙 있는 문제 해결을 약속하겠다.'고 하였다.
한국 역시 국내에서 범죄를 저지르고도 외교관 특권을 이용해 처벌을 면한 외국 공관원이 4년 반동안 63명에 달한다. '외교관 특권'으로 범죄처벌 면한 주한 외국공관원 5년간 63명 빈 협약에 의해 외교관의 불체포 특권이 보호되기 때문인데  뉴질랜드 측에서 상호호혜적인 범죄인 인도협약을 개정하자고 요구할 경우엔 고려할 가치가 있다.  그러나  해당 외교관이 뉴질랜드를 떠난건 신고자의 신고 이전인데다,  뉴질랜드 경찰 또한  범죄사실 소명이 부족하다는 이유로 범죄인 인도 요청을 하지 못한 상태였다.  대한민국 외교부는   공관직원들에 대한 특권 면제를 포기하지 않는 전제하에 협조하겠다는 대안을 제시했으나 뉴질랜드가 거부했다고 밝혔다.
어린이날 발언
송영길은 99회 어린이날을 맞은 21년 5월 5일, 아동복지센터를 찾은 자리에서 "우리나라가 OECD 국가 중 출생률이 최저라고 하는데, 나아준 아이들도 못 키우면 도리가 아니라고"발언,  "부모의 심정으로 잘 돌봐주신 우리 아동복지센터 관계자 여러분께 감사드린다"며 "저희가 할 수 있는 방안들을 계속 노력하겠다"고 약속했다.
광주광역시 동구 학동 철거건물 붕괴 사상사고에서 "엑셀 조금만 밟았어도 살았을 것" 발언
2021년 6월 9일 광주광역시에서 재개발사업으로 철거 중이었던 건물이 붕괴되어 시내버스 한 대가 붕괴되는 건물에 참사를 당하는 사고가 일어난 것에 대해 송영길은 6월 17일 국회의원회관에서 열린 당정협의회에서 “운전자의 본능적 감각으로 뭐가 무너지면 액셀레이터만 조금 밟았더라도 사실 살아날 수 있는 상황이었는데 하필 버스정류장 앞에 이런 공사 현장이 돼 있었다”라는, 인명피해가 난 책임을 사고 시내버스 기사에게 떠넘기는 듯한 발언을 해 논란에 휩싸였다. 이에 대해 사고 시내버스 기사의 유가족들은 송영길의 발언에 분노가 치민다면서 "당대표 자리에 있는 만큼 부끄러움을 알라"고 하였고, 야당 국회의원 일부는 "책임을 버스 운전기사에게 전가하냐면서, 참사 피해자들의 가슴에 대못을 박는 2차 가해나 다름없는 망언"이라며 날선 비판을 쏟아냈다. 논란이 커지자 송영길 측에서는 악의적 언론참사라면서, "버스 정류장을 철거현장에 그냥 방치한 문제를 지적하면서 버스 운전기사 개인을 탓하려는 의도가 아니었다"며 해명하였다.
윤석열 대통령 후보자 돌상에 엔화가 올라왔다는 허위사실 유포
윤석열 국민의힘 대선 후보의 어린 시절 돌잔치 때 엔화가 올라왔다면서, 윤석열 후보가 상대적으로 부유층이며 일본과 가까운 가정에서 자랐다고 주장하고자 하였으나, 해당 화폐가 엔화가 아니라 예전 대한민국 화폐였던 "대한민국 환" 이었던 것이 드러나 송영길은 허위사실을 유포한 셈이 되었다. 사진 속 지폐를 잘 보면 두 글자로 된 액면가액이 한 쪽으로 치우친 모양인데, 보다시피 1960년대 엔화 중에는 그런 특징을 가진 권종이 없다. 오히려 세종 천환 지폐의 도안이 사진 속 지폐와 거의 정확히 일치한다.
결국 허위사실 유포에 대한 거센 여론의 역풍을 맞게 되었고, 이에 대해 송영길은 “실수를 인정하고 유감을 표했다.” 윤석열을 ‘친일’ 프레임을 씌우려다 스텝이 꼬였으며 지난해 21대 총선에서 ‘한·일전’ 프레임으로 효과를 본 뒤 한 번 더 야당을 ‘친일’로 몰아세우려다가 되레 반격의 빌미를 준것이다.
더군다나 송영길은 가짜뉴스를 비판하고 '언론개혁' 필요성을 주장하며 각계의 반발에 대해 정면으로 반박하며 언론중재법 강행 처리의 선봉에 나섰던 본인이 오히려 가짜뉴스를 퍼트리는 내로남불을 범했다.
한편 이양수 윤석열 후보 수석대변인은 논평을 통해 "근거 없이 친일 의혹을 제기하고 가정 형편으로 또 갈라치기를 하려는 집권 여당의 당대표 품격을 지켜보는 국민은 분노보다 비애감에 사로잡힐 것"이라며 "전형적인 거짓 네거티브이고 흑색선전"이라고 지적했다.

## 기타 활동

### 버마 민주화 운동 지지
2007년, 그는 80년대 독재정권 시절 대한민국 민주주의 수호를 위해 노력했던 동료의원들 13명과 함께 버마 민주화운동을 지지하는 내용의 결의안 공동 발의하고, 성금을 모아 민족민주동맹 한국지부에 전달했다. 2008년 10월, 민주당을 중심으로 군사정권에 의해 13년째 연금 상황에 처해있는 버마 민주화의 상징인 아웅산 수지 여사의 가택연금해제 촉구와 불의에 굴하지 않고 투쟁하는 버마 민주시민들에게 지지를 보내는 결의문을 발표하고, 국회의원 35명의 명의로 반기문 UN사무총장과 버마 군사정부에게 민주화를 촉구하는 서한을 보내 버마 민주화에 대한 열망을 전했다. 인천시장으로 당선된 후인 2011년에도 오랜 가택연금에서 해제된 아웅산 수치여사에게 전화를 걸어 민주주의를 향한 헌신과 정복되지 않는 고귀한 정신에 경의를 표하고 2014년 아시안 게임 방문을 요청하기로 했다.

### 남북 교류 및 협력 추진
송영길 의원은 남북문제에 관한 의정활동에서 남북통일에 대비하고 북핵문제 해결을 통한 한반도 평화를 정착시키기 위해서는 북한과의 지속적인 경제적, 정치적, 문화적 교류를 통해 북한과의 공감대를 형성하고, 북한 경제가 스스로 자생할 수 있는 길을 열어주는 등 북한 내에 새로운 변화의 바람을 만드는 것이 중요하다고 강조해왔다.
송영길은 한국경제의 새로운 돌파구이자 북한의 자발적 경제 자생, 그리고 한반도 및 세계 평화를 위한 중추 역할을 맡고 있는 개성공단을 여러 차례 방문하여 한국 중소기업의 활로 개척에 구심점임을 직접 눈으로 확인하고, 기업관계자 및 정부 측과 함께 토론회를 개최하여 북측에 더 많은 기업이 진출하여 북한의 자발적인 개혁, 개방을 유도하면서 함께 상생․발전할 수 있는 방안을 모색하였다.
현 정부의 대북강경책으로 인해 경색된 남북관계를 풀기 위해 송영길 의원과 민주당은 유엔총회에서 만장일치로 채택된 6.15, 10.4공동선언 이행을 정부에 촉구하고, 북한과의 직접대화와 6자회담이 동북아 안보 공동체로서의 역할을 할 수 있도록 주변국들과의 긴밀한 협력을 추진해야 함을 주장하는 등 남북관계정상화를 위해 노력했다.
2010년 인천시장으로 당선된 후 남북화해와 교류, 평화와 통일의 전진기지 역할을 자임해온 송영길시장은 정부의 반대에도 불구하고 인천의 경제적 발전을 위해서는 서해5도의 평화가 보장되어야 함을 주장하며 남북평화재단과의 협약을 통해 북한 평양산원의 산모, 영유아들에게 물품을 지원함으로써 천안함 사태이후 단절된 대북지원사업의 물꼬를 텄다.

### 서민경제 활성화
일부 기업 및 재벌 중심 정책이 아닌, 다수의 서민경제에 직접 영향을 미치는 부분들에 대한 피해를 최소화하고 도움이 될 수 있는 민생법안들, 특히 재래시장 상인들의 임대료 부가가치세를 면제하는 법안, 대형마트로 인해 점차 설 자리를 잃어가고 있는 재래시장을 육성하기 위한 특별법안, 과대한 임대료 인상방지와 세입자의 권리를 보호하기 위한 상가임대차보호법안을 발의했다.

## 경력
- 1984 연세대학교 초대 직선 총학생회장
- 1994 제36회 사법시험 합격
- 1997~새얼문화재단 운영위원
- 1997 새정치국민회의 입당
- 1999~2000 새정치국민회의 인천광역시 지부 계양구·강화군 갑 지구당위원장
- 2000~2003 새천년민주당 인천광역시 지부 계양구 지구당위원장
- 2000년 4월 13일: 대한민국 제16대 국회의원 선거 당선(인천 계양구, 새천년민주당, 초선)
- 2001 새천년민주당 노동특별위원회 위원장
- 2003 열린우리당 창당준비위원회 중앙위원
- 2003~2004 열린우리당 시민사회위원회 위원장
- 2004년 4월 15일: 대한민국 제17대 국회의원 선거 당선(인천 계양구 을, 열린우리당, 재선)
- 2004~2005 열린우리당 전자정당위원회 위원장
- 2006 열린우리당 정책위원회 수석부의장
- 열린정책연구원 수석부원장
- 2006~2007 열린우리당 한미FTA특별위원회 위원장
- 2007 열린우리당 사무총장
- 2007~2008 대통합민주신당 인천광역시당 위원장
- 2007~2010 시장경제와 사회안전망포럼 공동대표
- 2008년 4월 9일: 대한민국 제18대 국회의원 선거 당선(인천 계양구 을, 통합민주당, 3선)
- 2008~2010 민주당 인천광역시당 계양구 을 지역위원회 위원장
- 2008~2010 민주당 최고위원
- 민주당 환헤지(KIKO)피해대책위원회 위원장
- 민주당 용산참사대책위원회 위원장
- 2010년 6월 2일: 제5회 전국동시지방선거 당선(민선 5기, 인천광역시장, 민주당, 초선)
- 2010.07~2014.06 제5대 인천광역시장(민선 5기, 민주당→민주통합당→민주당→새정치민주연합, 초선)
- 2016년 4월 13일: 대한민국 제20대 국회의원 선거 당선(인천 계양구 을, 더불어민주당, 4선)
- 2016.05~2022.04 더불어민주당 인천광역시당 계양구 을 지역위원회 위원장
- 2017.02~2017.05 제19대 대통령 선거 더불어민주당 문재인 대통령 후보 중앙선거대책위원회 총괄선대본부장
- 2017.05 문재인 대통령 러시아 특사
- 2017.08~2018.08 대통령직속 초대 북방경제협력위원회 위원장(장관급)
- 2018.09~2020.09 더불어민주당 동북아평화협력특별위원회 위원장
- 2020년 4월 15일: 대한민국 제21대 국회의원 선거 당선(인천 계양구 을, 더불어민주당, 5선)
- 2020.09~2021.05 더불어민주당 외교안보통일자문회의 의장
- 2021.05~2022.03 더불어민주당 당대표
- 2021.05~2022.03 제17대 민주연구원 이사장
- 2021.05~2022.03 더불어민주당 탄소중립특별위원회 위원장
- 2021.05~2022.03 더불어민주당 가덕신공항특별위원회 위원장
- 2022.02~2022.03 제20대 대통령 선거 더불어민주당 이재명 대통령 후보 대한민국대전환 선거대책위원회 상임선거대책위원장
- 2022.04 제8회 전국동시지방선거 서울특별시장 더불어민주당 후보
- 2022.07~2023.04 더불어민주당 상임고문
- 2023.04 더불어민주당 탈당
- 2024.01 (가칭)검찰해체당 창당준비위원장
- 2024.02~ 소나무당 당대표
- 2024.03. 소나무당 옥중 창당

### 의정 활동
- 2000.05~2004.05 제16대 국회의원(인천 계양구, 새천년민주당→무소속→열린우리당, 초선)
  - 2000.06~2002.05 제16대 국회 전반기 법제사법위원회 위원
  - 2002.06~2004.05 제16대 국회 후반기 재정경제위원회 위원
- 2004.05~2008.05 제17대 국회의원(인천 계양구 을, 열린우리당→대통합민주신당→통합민주당, 재선)
  - 2004~2008 민족정기를 세우는 국회의원모임 부회장
  - 한일의원연맹 21세기위원회 위원장
  - 제17대 국회 한·프랑스 의원친선협회 회장
  - 2004.06~2006.05 제17대 국회 전반기 재정경제위원회 간사
  - 2004 제17대 국회 이라크내 테러집단에 의한 한국인 피살사건 관련 진상조사특별위원회 간사
  - 2006 제17대 국회 2014년 인천아시아경기대회유치 특별위원회 위원
  - 2006.06~2008.05 제17대 국회 후반기 재정경제위원회 위원
  - 2006.06~2008.05 제17대 국회 후반기 한미FTA체결대책특별위원회 간사
- 2008.05~2010.04 제18대 국회의원(인천 계양구 을, 통합민주당→민주당, 3선)
  - 2008.05~2010.04 제18대 국회 전반기 정보위원회 위원
  - 2008.05~2010.04 제18대 국회 전반기 보건복지가족위원회 위원
  - 한일의원연맹 법적지위위원회 위원장
  - 2008.05~2010.04 제18대 국회 한·말레이시아 의원친선협회 회장
- 2016.05~2020.05 제20대 국회의원(인천 계양구 을, 더불어민주당, 4선)
  - 2016.06~2018.05 제20대 국회 전반기 기획재정위원회 위원
  - 2018.07~2020.05 제20대 국회 후반기 외교통일위원회 위원
- 2020.05~2022.04 제21대 국회의원(인천 계양구 을, 더불어민주당, 5선)
  - 2020.06~2021.08 : 제21대 국회 전반기 외교통일위원회 위원장
  - 2020.07~2022.04: 국회세계한인경제포럼 구성의원
  - 2020.11~2022.04: 제21대 국회 한-러 의회외교포럼 회장
  - 2021.08~2022.04: 제21대 국회 전반기 외교통일위원회 위원

## 학력
- 1976 광주중흥국민학교 졸업
- 1979 광주북성중학교 졸업
- 1982 광주대동고등학교 졸업
- 1988 연세대학교 경영학 학사
- 2013 한국방송통신대학교 중어중문학, 일본학 학사

명예 박사 학위
- 2018 조선대학교 정치학 명예박사

## 수상
- 2009년 - 시장경제와사회안전망포럼(대표의원 민주당 송영길, 한나라당 임태희)                                               우수 국회의원 연구단체 최우수상[102][103][104]
- 2009년 - 레지옹 도뇌르 슈발리에(5등급) 훈장 수훈
- 2010년 - 자랑스런 연세 상경인상
- 2011년 - 아시아생물공학연합체 공로상
- 2013년 - 러시아 오르지나 드루쥐비 훈장(러시아에서 외국인이 받을 수 있는 가장 높은 격의 훈장) 한국인 최초[105] 수훈[106]
- 2016년 - 우수 국회의원연구단체 선정[107]
- 2017년 - 대한민국 유권자 대상
- 2017년- 국민의먹고사는문제해결을 위한 의원연구모임 대표 (더불어민주당 송영길, 바른정당 이종구)
- 2021년 - 우리시대 독립군 대상(광복회)
- 2022년 - 레지옹 도뇌르 오피시에 훈장 수훈(Legion d’honneur Officier)'한국 정치인 최초이고                                   레지옹 도뇌르 2번째 수상 (오피시에는 4등급)

## 저서
- 《그래 황소처럼 이 길을 가는거야》(송영길 저, 다인아트, 2003.10.27)
- 《벽을 문으로 - 송영길 새로운 도전과 비전》(송영길 저, 중앙북스, 2009.11.30)
- 《룰을 지배하라 - 생존경쟁시대에 대처하는 송영길의 경영전략》(송영길 저, 중앙북스, 2013.11.10)
- 《경제수도 인천 미래보고서》(송영길 저, 시륜, 2014.3.1)
- 《송영길의 누구나 집 프로젝트 - 깨어 있는 미래 함께하는 공유경제》(송영길 저, 미래플러스미디어, 2015.10.13)
- 《송영길의 지구본 외교, 둥근 것이 강한 것을 이긴다!》(송영길 저, 메디치, 2020.02.07)
- 《송영길의 선전포고》 ,(2023.10월) 검찰 범죄 카르텔 전체주의 세력에 투쟁을 선포하다

## 가족
- 아버지: 송병수 (~2022년 2월 11일)
- 어머니: 김광순 (~2004년 9월 6일)
  - 큰형: 송하성(1954년~)
  - 둘째형: 송영천(1957년~)
  - 셋째형: 송영건
  - 여동생: 송경희(1966년~)
  - 여동생(차녀): 송정화
  - 배우자: 남영신
    - 딸: 송현주(1991년~)
    - 아들: 송주환(1995년~)

## 역대 선거 결과
|  | 41.80% |

|  | 48.34% |

|  | 56.24% |

|  | 46.09% |

|  | 52.69% |

|  | 48.21% |

|  | 43.29% |

|  | 58.67% |

|  | 39.23% |

|  | 17.38% |

## 소속 정당
| 소속 정당 | 소속 정당      | 소속 기간 | 비고      |
| --------- | -------------- | --------- | --------- |
|           | 새정치국민회의 | 1997~2000 | 정계 입문 |
|           | 새천년민주당   | 2000~2003 | 합당      |
|           | 무소속         | 2003      | 탈당      |
|           | 열린우리당     | 2003~2007 | 창당      |
|           | 무소속         | 2007      | 탈당      |
|           | 대통합민주신당 | 2007~2008 | 창당      |
|           | 통합민주당     | 2008      | 합당      |
|           | 민주당         | 2008~2011 | 당명 변경 |
|           | 민주통합당     | 2011~2013 | 합당      |
|           | 민주당         | 2013~2014 | 당명 변경 |
|           | 새정치민주연합 | 2014~2015 | 합당      |
|           | 더불어민주당   | 2015~2023 | 당명 변경 |
|           | 무소속         | 2023~2024 | 탈당      |
|           | 소나무당       | 2024~현재 | 창당      |

## 같이 보기
- 인천광역시장
- 인천 계양구의 국회의원
- 계양구 (선거구)
- 계양구 을